# Liste des sommets ultra-proéminents d'Océanie
Cet article recense les sommets ultra-proéminents d'Océanie, c'est-à-dire les sommets dont la proéminence topographique dépasse 1 500 m.

## Dénombrement
L'Océanie compte 67 sommets dont la proéminence topographique dépasse 1 500 m,,.

## Liste

### Australie
| # | Sommet          | Région    | Île             | Altitude (m) | Proéminence (m) | Col (m) | Coordonnées                   |
| - | --------------- | --------- | --------------- | ------------ | --------------- | ------- | ----------------------------- |
| 1 | Mont Kosciuszko | Australie | Île d'Australie | 2 228        | 2 228           | 0       | 36° 27′ 21″ S, 148° 58′ 51″ E |
| 2 | Mont Ossa       | Australie | Tasmanie        | 1 617        | 1 617           | 0       | 41° 52′ 15″ S, 146° 02′ 00″ E |

### Hawaï
| # | Sommet    | Région | Île   | Altitude (m) | Proéminence (m) | Col (m) | Coordonnées                   |
| - | --------- | ------ | ----- | ------------ | --------------- | ------- | ----------------------------- |
| 1 | Mauna Kea | Hawaï  | Hawaï | 4 207        | 4 207           | 0       | 19° 49′ 14″ N, 155° 28′ 05″ O |
| 2 | Haleakalā | Hawaï  | Maui  | 3 055        | 3 055           | 0       | 20° 42′ 36″ N, 156° 15′ 11″ O |
| 3 | Mauna Loa | Hawaï  | Hawaï | 4 169        | 2 163           | 2 006   | 19° 28′ 32″ N, 155° 36′ 20″ O |
| 4 | Puu Kukui | Hawaï  | Maui  | 1 764        | 1 730           | 34      | 20° 53′ 24″ N, 156° 12′ 29″ O |
| 5 | Kawaikini | Hawaï  | Kauai | 1 598        | 1 598           | 0       | 22° 03′ 32″ N, 159° 29′ 51″ O |
| 6 | Kamakou   | Hawaï  | Maui  | 1 512        | 1 512           | 0       | 21° 06′ 24″ N, 156° 52′ 07″ O |

### Îles du Pacifique
| # | Sommet           | Région              | Île                | Altitude (m) | Proéminence (m) | Col (m) | Coordonnées                   |
| - | ---------------- | ------------------- | ------------------ | ------------ | --------------- | ------- | ----------------------------- |
| 1 | Mont Popomanaseu | Salomon             | Guadalcanal        | 2 335        | 2 335           | 0       | 9° 42′ 13″ S, 160° 03′ 43″ E  |
| 2 | Mont Orohena     | Polynésie française | Tahiti             | 2 241        | 2 241           | 0       | 17° 34′ 00″ S, 149° 28′ 00″ O |
| 3 | Mont Tabwemasana | Vanuatu             | Espiritu Santo     | 1 879        | 1 879           | 0       | 15° 21′ 45″ S, 166° 45′ 18″ E |
| 4 | Mauga Silisili   | Samoa               | Savai'i            | 1 858        | 1 858           | 0       | 13° 37′ 06″ S, 172° 29′ 09″ O |
| 5 | Mont Veve        | Salomon             | Kolombangara       | 1 768        | 1 768           | 0       | 7° 57′ 00″ S, 157° 04′ 30″ E  |
| 6 | Mont Panié       | Nouvelle-Calédonie  | Nouvelle-Calédonie | 1 628        | 1 628           | 0       | 20° 35′ 18″ S, 164° 46′ 15″ E |

### Nouvelle-Zélande
| #  | Sommet               | Région           | Île                      | Altitude (m) | Proéminence (m) | Col (m) | Coordonnées                   |
| -- | -------------------- | ---------------- | ------------------------ | ------------ | --------------- | ------- | ----------------------------- |
| 1  | Aoraki/Mont Cook     | Nouvelle-Zélande | Île du Sud               | 3 755        | 3 755           | 0       | 43° 36′ 00″ S, 170° 08′ 00″ E |
| 2  | Mont Ruapehu         | Nouvelle-Zélande | Île du Nord              | 2 797        | 2 797           | 0       | 39° 17′ 24″ S, 175° 33′ 48″ E |
| 3  | Mont Aspiring        | Nouvelle-Zélande | Île du Sud               | 3 033        | 2 471           | 562     | 44° 23′ 00″ S, 168° 44′ 00″ E |
| 4  | Mont Taranaki/Egmont | Nouvelle-Zélande | Île du Nord              | 2 518        | 2 308           | 210     | 39° 17′ 45″ S, 174° 03′ 54″ E |
| 5  | Mont Tutoko          | Nouvelle-Zélande | Île du Sud               | 2 723        | 2 191           | 532     | 44° 36′ 00″ S, 168° 00′ 00″ E |
| 6  | Mont Tapuaenuku      | Nouvelle-Zélande | Île du Sud               | 2 884        | 2 021           | 863     | 41° 59′ 45″ S, 173° 39′ 45″ E |
| 7  | Double Cone          | Nouvelle-Zélande | Île du Sud (Remarkables) | 2 319        | 1 969           | 350     | 45° 04′ 15″ S, 168° 48′ 31″ E |
| 8  | Mont Manakau         | Nouvelle-Zélande | Île du Sud               | 2 608        | 1 798           | 810     | 42° 13′ 30″ S, 173° 37′ 06″ E |
| 9  | Mont Taylor          | Nouvelle-Zélande | Île du Sud               | 2 333        | 1 636           | 697     | 43° 30′ 27″ S, 171° 19′ 12″ E |
| 10 | Monts Skippers       | Nouvelle-Zélande | Île du Sud               | 1 648        | 1 598           | 50      | 44° 26′ 03″ S, 168° 10′ 12″ E |

### Nouvelle-Guinée
| #  | Sommet              | Région                    | Île                                  | Altitude (m) | Proéminence (m) | Col (m) | Coordonnées                   |
| -- | ------------------- | ------------------------- | ------------------------------------ | ------------ | --------------- | ------- | ----------------------------- |
| 1  | Puncak Jaya         | Indonésie                 | Nouvelle-Guinée, monts Maoke         | 4 884        | 4 884           | 0       | 4° 03′ 48″ S, 137° 11′ 09″ E  |
| 2  | Mont Boising        | Papouasie-Nouvelle-Guinée | Nouvelle-Guinée, monts Finisterre    | 4 175        | 3 734           | 441     | 5° 57′ 15″ S, 146° 22′ 30″ E  |
| 3  | Mont Suckling       | Papouasie-Nouvelle-Guinée | Nouvelle-Guinée, monts Goropu        | 3 676        | 2 976           | 700     | 9° 40′ 09″ S, 149° 00′ 39″ E  |
| 4  | Mont Wilhelm        | Papouasie-Nouvelle-Guinée | Nouvelle-Guinée                      | 4 509        | 2 969           | 1 540   | 5° 46′ 48″ S, 145° 01′ 45″ E  |
| 5  | Mont Mebo           | Indonésie                 | Nouvelle-Guinée                      | 2 940        | 2 761           | 179     | 1° 09′ 24″ S, 133° 58′ 48″ E  |
| 6  | Puncak Mandala      | Indonésie                 | Nouvelle-Guinée                      | 4 760        | 2 760           | 2 000   | 4° 42′ 30″ S, 140° 17′ 21″ E  |
| 7  | Mont Victoria       | Papouasie-Nouvelle-Guinée | Nouvelle-Guinée, chaîne Owen Stanley | 4 038        | 2 738           | 1 300   | 8° 53′ 33″ S, 147° 32′ 00″ E  |
| 8  | Mont Balbi          | Papouasie-Nouvelle-Guinée | Île Bougainville                     | 2 715        | 2 715           | 0       | 5° 54′ 18″ S, 154° 59′ 42″ E  |
| 9  | Mont Oiautukekea    | Papouasie-Nouvelle-Guinée | Île Goodenough                       | 2 536        | 2 536           | 0       | 9° 20′ 03″ S, 150° 12′ 21″ E  |
| 10 | Mont Giluwe         | Papouasie-Nouvelle-Guinée | Nouvelle-Guinée                      | 4 367        | 2 507           | 1 860   | 6° 02′ 36″ S, 143° 53′ 12″ E  |
| 11 | Mont Taron          | Papouasie-Nouvelle-Guinée | Nouvelle-Irlande                     | 2 340        | 2 340           | 0       | 4° 24′ 03″ S, 152° 56′ 18″ E  |
| 12 | Ulawun              | Papouasie-Nouvelle-Guinée | Nouvelle-Bretagne                    | 2 334        | 2 334           | 0       | 5° 03′ 03″ S, 151° 19′ 51″ E  |
| 13 | Mont Kabangama      | Papouasie-Nouvelle-Guinée | Nouvelle-Guinée                      | 4 104        | 2 284           | 1 820   | 6° 03′ 39″ S, 144° 36′ 57″ E  |
| 14 | Pegunungan Kobowre  | Indonésie                 | Nouvelle-Guinée                      | 3 750        | 2 217           | 1 533   | 3° 52′ 15″ S, 135° 52′ 15″ E  |
| 15 | Mont Doboron        | Papouasie-Nouvelle-Guinée | Nouvelle-Bretagne                    | 2 316        | 2 056           | 260     | 5° 11′ 12″ S, 151° 50′ 06″ E  |
| 16 | Pegunungan Gauttier | Indonésie                 | Nouvelle-Guinée                      | 2 230        | 2 007           | 223     | 2° 34′ 15″ S, 138° 40′ 27″ E  |
| 17 | Pegunungan Wondiwoi | Indonésie                 | Nouvelle-Guinée                      | 2 180        | 1 985           | 195     | 2° 44′ 00″ S, 134° 35′ 03″ E  |
| 18 | Mont Kilkerran      | Papouasie-Nouvelle-Guinée | Île Fergusson                        | 1 947        | 1 947           | 0       | 9° 27′ 42″ S, 150° 46′ 06″ E  |
| 19 | Bon Irau            | Indonésie                 | Nouvelle-Guinée                      | 2 500        | 1 900           | 600     | 0° 39′ 42″ S, 132° 53′ 21″ E  |
| 20 | Mont Piora          | Papouasie-Nouvelle-Guinée | Nouvelle-Guinée                      | 3 557        | 1 897           | 1 660   | 6° 43′ 33″ S, 145° 59′ 18″ E  |
| 21 | Mont Bosavi         | Papouasie-Nouvelle-Guinée | Nouvelle-Guinée                      | 2 507        | 1 887           | 620     | 6° 36′ 51″ S, 142° 49′ 36″ E  |
| 22 | Mont Karoma         | Papouasie-Nouvelle-Guinée | Nouvelle-Guinée                      | 3 623        | 1 883           | 1 740   | 5° 43′ 21″ S, 142° 29′ 42″ E  |
| 23 | Pegunungan Cycloop  | Indonésie                 | Nouvelle-Guinée                      | 2 000        | 1 876           | 124     | 2° 30′ 24″ S, 140° 31′ 30″ E  |
| 24 | Mont Simpson        | Papouasie-Nouvelle-Guinée | Nouvelle-Guinée                      | 2 883        | 1 863           | 1 020   | 10° 02′ 06″ S, 149° 34′ 09″ E |
| 25 | Mont Kunugui        | Papouasie-Nouvelle-Guinée | Île Karkar                           | 1 833        | 1 833           | 0       | 4° 40′ 36″ S, 145° 58′ 39″ E  |
| 26 | Mont Victory        | Papouasie-Nouvelle-Guinée | Nouvelle-Guinée                      | 1 891        | 1 831           | 60      | 9° 12′ 00″ S, 149° 04′ 18″ E  |
| 27 | Manam               | Papouasie-Nouvelle-Guinée | Manam                                | 1 807        | 1 807           | 0       | 4° 04′ 39″ S, 145° 02′ 21″ E  |
| 28 | Mont Michael        | Papouasie-Nouvelle-Guinée | Nouvelle-Guinée, Chaîne Centrale     | 3 647        | 1 787           | 1 860   | 6° 24′ 18″ S, 145° 18′ 54″ E  |
| 29 | Mont Talawe         | Papouasie-Nouvelle-Guinée | Nouvelle-Bretagne                    | 1 824        | 1 773           | 51      | 5° 32′ 15″ S, 148° 23′ 48″ E  |
| 30 | Undundi-Wandandi    | Indonésie                 | Nouvelle-Guinée                      | 3 640        | 1 740           | 1 900   | 3° 30′ 24″ S, 136° 25′ 21″ E  |
| 31 | Barurumea           | Papouasie-Nouvelle-Guinée | Nouvelle-Bretagne (Monts Baining)    | 2 063        | 1 723           | 340     | 4° 44′ 45″ S, 152° 03′ 12″ E  |
| 32 | Mont Sarawaget      | Papouasie-Nouvelle-Guinée | Nouvelle-Guinée                      | 4 121        | 1 701           | 2 420   | 6° 18′ 39″ S, 147° 05′ 24″ E  |
| 33 | Monts Bewani        | Papouasie-Nouvelle-Guinée | Nouvelle-Guinée                      | 1 980        | 1 664           | 316     | 3° 17′ 39″ S, 141° 43′ 24″ E  |
| 34 | Mont Bel            | Papouasie-Nouvelle-Guinée | Umboi                                | 1 658        | 1 658           | 0       | 5° 36′ 54″ S, 147° 57′ 57″ E  |
| 35 | Pic sans nom        | Papouasie-Nouvelle-Guinée | Nouvelle-Bretagne                    | 1 951        | 1 651           | 300     | 5° 48′ 45″ S, 149° 50′ 18″ E  |
| 36 | Pegunungan Kumawa   | Indonésie                 | Nouvelle-Guinée                      | 1 680        | 1 636           | 44      | 3° 54′ 57″ S, 133° 00′ 39″ E  |
| 37 | Mont Maybole        | Papouasie-Nouvelle-Guinée | Île Fergusson                        | 1 665        | 1 597           | 68      | 9° 26′ 09″ S, 150° 33′ 27″ E  |
| 38 | Monts Adelbert      | Papouasie-Nouvelle-Guinée | Nouvelle-Guinée                      | 1 716        | 1 576           | 140     | 4° 42′ 09″ S, 145° 13′ 54″ E  |
| 39 | Angemuk             | Indonésie                 | Nouvelle-Guinée                      | 3 949        | 1 565           | 2 384   | 3° 31′ 30″ S, 138° 35′ 30″ E  |
| 40 | Deyjay              | Indonésie                 | Nouvelle-Guinée                      | 3 340        | 1 555           | 1 785   | 3° 58′ 09″ S, 136° 11′ 42″ E  |
| 41 | Monts Sibium        | Papouasie-Nouvelle-Guinée | Nouvelle-Guinée                      | 2 295        | 1 555           | 740     | 9° 19′ 33″ S, 148° 21′ 30″ E  |
| 42 | Mont Shungol        | Papouasie-Nouvelle-Guinée | Nouvelle-Guinée                      | 2 752        | 1 518           | 1 234   | 6° 51′ 48″ S, 146° 42′ 57″ E  |
| 43 | Mont Taraka         | Papouasie-Nouvelle-Guinée | Île Bougainville                     | 2 251        | 1 511           | 740     | 6° 26′ 36″ S, 155° 36′ 33″ E  |